# والویسه
والویسه (به فرانسوی: Waldwisse) یک کمون در فرانسه است که در Canton of Sierck-les-Bains واقع شده‌است.

## خصوصیات
والویسه ۱۱٫۷۴ کیلومترمربع مساحت و ۶۵۹ نفر جمعیت دارد و ۲۹۰ متر بالاتر از سطح دریا واقع شده‌است.